# بادي كول
بادي كول (بالإنجليزية: Buddy Cole)‏ هو عازف بيانو أمريكي، ولد في 15 ديسمبر 1916، وتوفي في 5 نوفمبر 1964 في لوس أنجلوس في الولايات المتحدة.

## وصلات خارجية
- بادي كول على موقع IMDb (الإنجليزية)
- بادي كول على موقع ميوزك برينز (الإنجليزية)
- بادي كول على موقع أول ميوزيك (الإنجليزية)
- بادي كول على موقع ديسكوغز (الإنجليزية)
- بادي كول على موقع ديسكوغز (الإنجليزية)
- بادي كول على موقع قاعدة بيانات الفيلم (الإنجليزية)